# Liptovská Sielnica
Liptovská Sielnica é um município da Eslováquia, situado no distrito de Liptovský Mikuláš, na região de Žilina. Tem 17,24 km² de área e sua população em 2018 foi estimada em 605 habitantes.

## Demografia
| Ano:        | 1994 | 2004    | 2014   | 2024   |
| ----------- | ---- | ------- | ------ | ------ |
| Broj ljudi: | 440  | 609     | 607    | 589    |
| Razlika:    |      | +38,40% | -0,32% | -2,96% |

| Ano:               | 2023 | 2024   |
| ------------------ | ---- | ------ |
| Número de pessoas: | 603  | 589    |
| Diferença:         |      | -2,32% |